# Paul Beneke
Paul Beneke (* um 1440; † um 1480) war ein deutscher Kaperkapitän der Hanse und Ratsherr aus Danzig.

## Leben
Beneke zeichnete sich in den Kriegen der Hanse gegen Dänemark bereits in der Seeschlacht bei Bornholm am 26/27. September 1455 und beim Überfall auf Anholt 1466 aus.
Im Krieg der Hanse gegen England kaperte Beneke zu Neujahr 1470 mit seiner Mariendrache die John of Newcastle, sein erstes größeres englisches Schiff. 1471 setzte er den Bürgermeister von Dover gefangen, nachdem er ihn durch Hissen der französischen Fahne getäuscht und an Bord gelockt hatte. Dann schoss er 18 vor der Küste liegende englische Handelsschiffe in Brand.
Später überfiel er französische Schiffe mit dem Londoner Lord-Mayor, der von einem Besuch in Frankreich heimkam, nahm die englischen Würdenträger gefangen und beschlagnahmte alles britische Gut, bevor er die Schiffe wieder entließ. Danach kaperte er vor der holländischen Küste weitere englische Schiffe, darunter die Saint John.
Berühmt wurde Beneke besonders als Kapitän der mächtigen Kraweel Peter von Danzig, die er seit Juni 1472 führte. Zu den berühmtesten Kaperzügen mit ihr gehört der Überfall vom 27. April 1473 auf das unter burgundischer Flagge für England segelnde Handelsschiff Thomas Portinari (in einigen Quellen auch St. Thomas genannt) einer florentinischen Gesellschaft. An Bord befand sich ein Triptychon zum Jüngsten Gericht, das der flämische Künstler Hans Memling im Auftrag eines italienischen Kaufmanns für eine Medici-Kirche in Florenz gemalt hatte. Beneke schaffte das Bild nach Danzig. Später wurde es – florentinischen Protesten zum Trotz – von Bürgermeister Reinhold Niederhoff der Marienkirche vermacht. Dort hängt heute eine Kopie, das Original befindet sich im Danziger Nationalmuseum.
1474 bat England um Frieden, der daraufhin am 28. Februar 1474 geschlossene Friede von Utrecht gab der Hanse wieder alle Handelsprivilegien zurück.